# Витт, Корнелис де
Корнелис де Витт (нидерл. Cornelis de Witt; 15 июня 1623, Дордрехт — 20 августа 1672, Гаага) — нидерландский политик.

## Биография
Корнелис де Витт был членом древней голландской аристократической династии де Виттов. Он родился 15 июня 1623 года в Дордрехте, Голландия. Он был сыном Якоба де Витта и старшим братом Яна де Витта.
В 1650 году он стал бургомистром Дордрехта и депутатом Штатов Голландии и Западной Фрисландии. Затем он был назначен на ответственный пост руварда, который объединял функции начальника полиции и прокурора, в Ворне-Пюттене и бальи в Бейерланде.

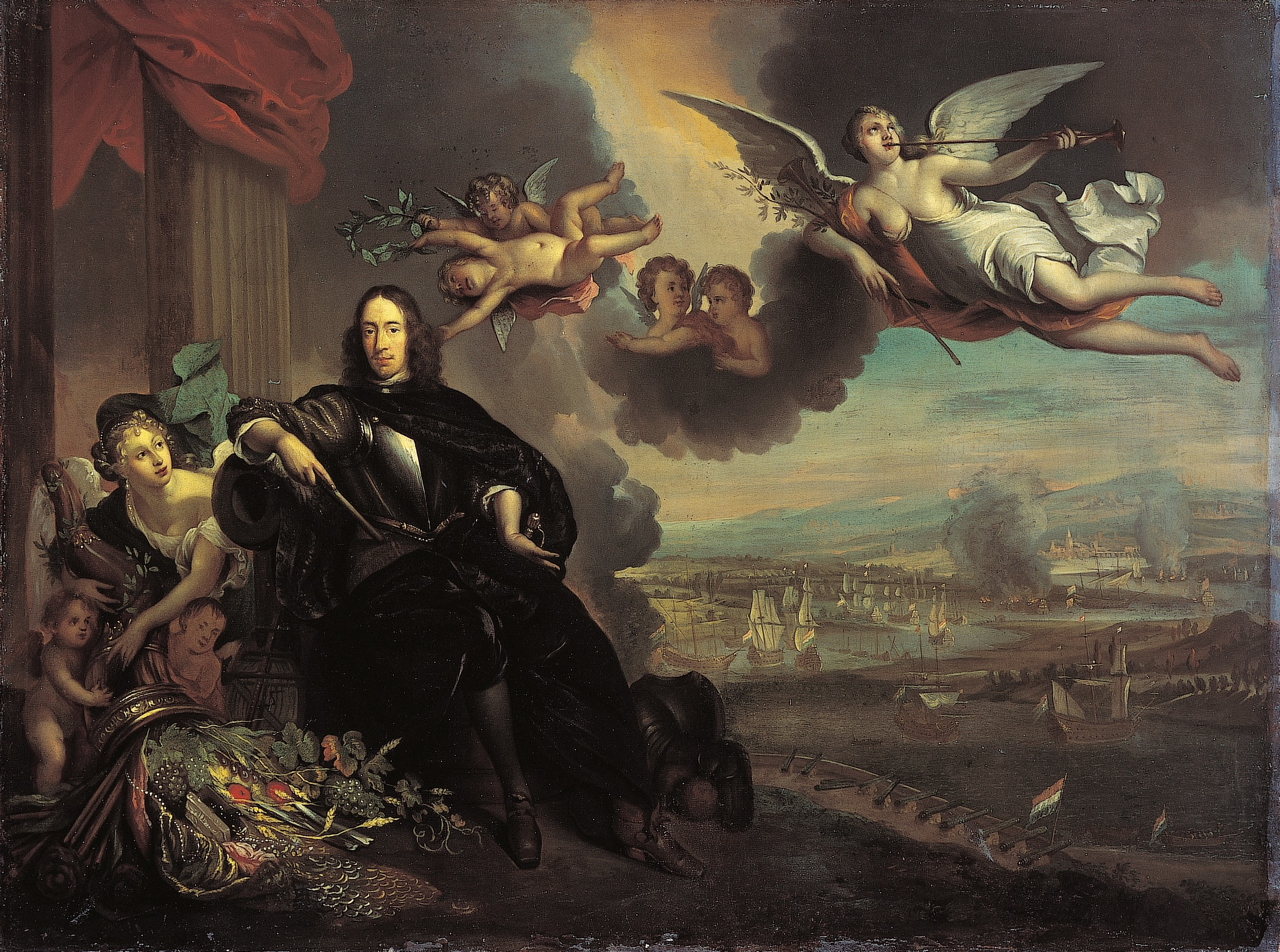
Апофеоз Корнелиса де Витта с рейдом на Чатем на заднем плане. Ян де Бан

Он был тесно связан со своим младшим братом, великим пенсионарием Голландии Яном де Виттом, и поддерживал его на протяжении всей своей карьеры с большими усилиями и энергией. В 1667 году он был заместителем, выбранным Штатами Голландии, чтобы сопровождать лейтенант-адмирала Михаила де Рюйтера в его знаменитом рейде на Медуэй. Корнелис де Витт в том рейде отличился большим хладнокровием и бесстрашием. Он вновь сопровождал де Рюйтера в 1672 году и принял почетное участие в великой битве при Солебее против объединенного английского и французского флотов. Вынужденный из-за болезни покинуть флот, он по возвращении в Дортрехт обнаружил, что оранжистская партия набирала силу, а он и его брат стали объектами распространившихся подозрений и ненависти. 

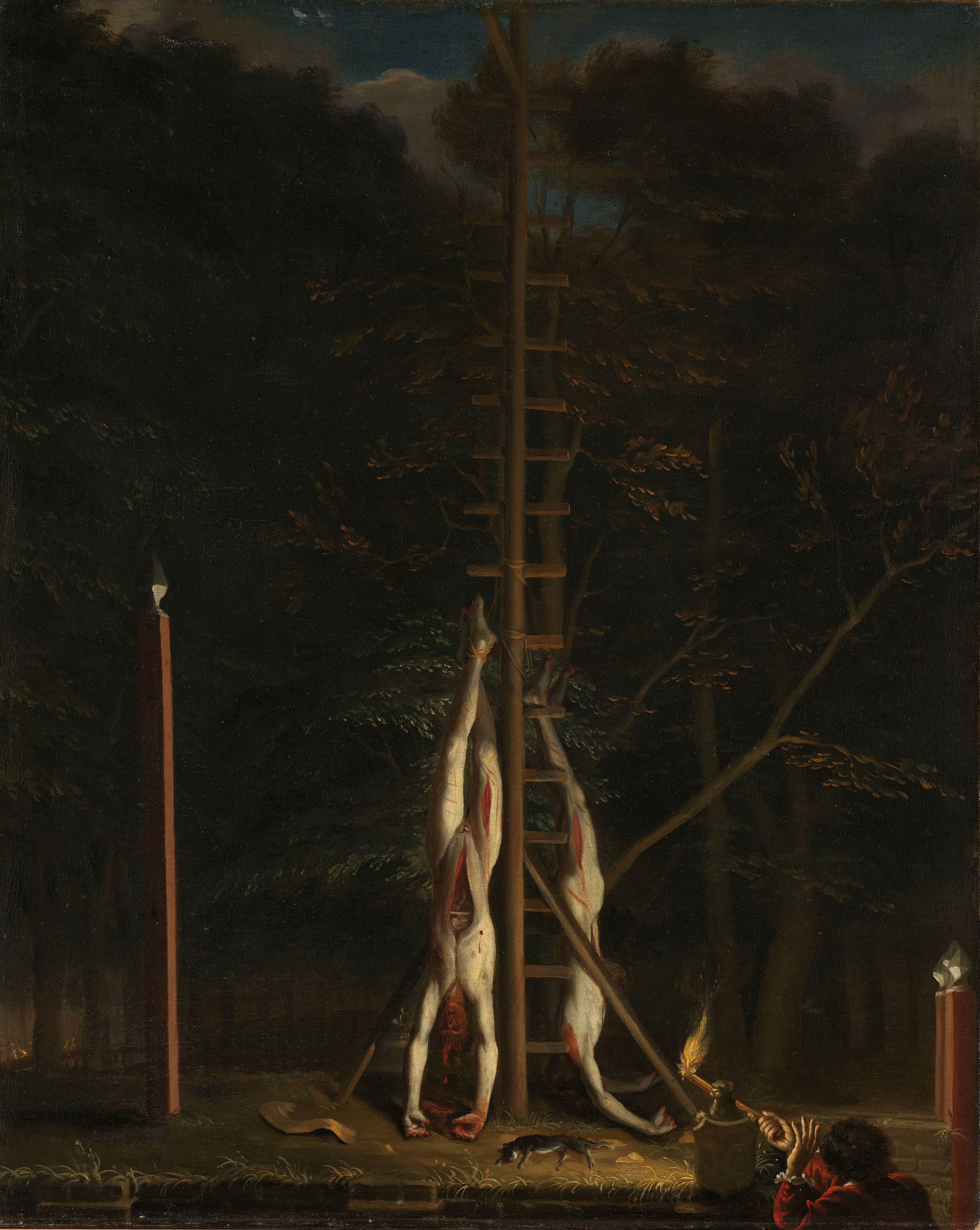
Обезображенные тела Яна де Витта и его брата. С картины Яна де Бана.

Корнелис был арестован по ложному обвинению в государственной измене, но не признался, несмотря на тяжкие пытки, и был в конечном счёте незаконно осужден на изгнание.
Братья де Витт стали жертвой заговора оранжистов Йохана Кивита и лейтенант-адмирала Корнелиса Тромпа. 20 августа 1672 г., когда Корнелис должен был выйти из тюрьмы, он был убит той же тщательно организованной толпой линчевателей, которая убила его младшего брата Яна. Тела братьев были ужасно искалечены, а их сердца были вырезаны и выставлены напоказ как трофеи. 
Корнелис де Витт был женат на Марии ван Беркель. У пары была одна дочь, Вильгельмина де Витт. Она вышла замуж за своего двоюродного брата Йохана де Витта-младшего (сына Яна де Витта), секретаря Дордрехта.

## В популярной культуре
Корнелис де Витт и его роль в голландской политике были показаны в фильме 2015 года «Михаил де Рюйтер».
Оба брата играют важные роли в романе «Чёрный тюльпан» Александра Дюма.